# Phạt đền (bóng đá)

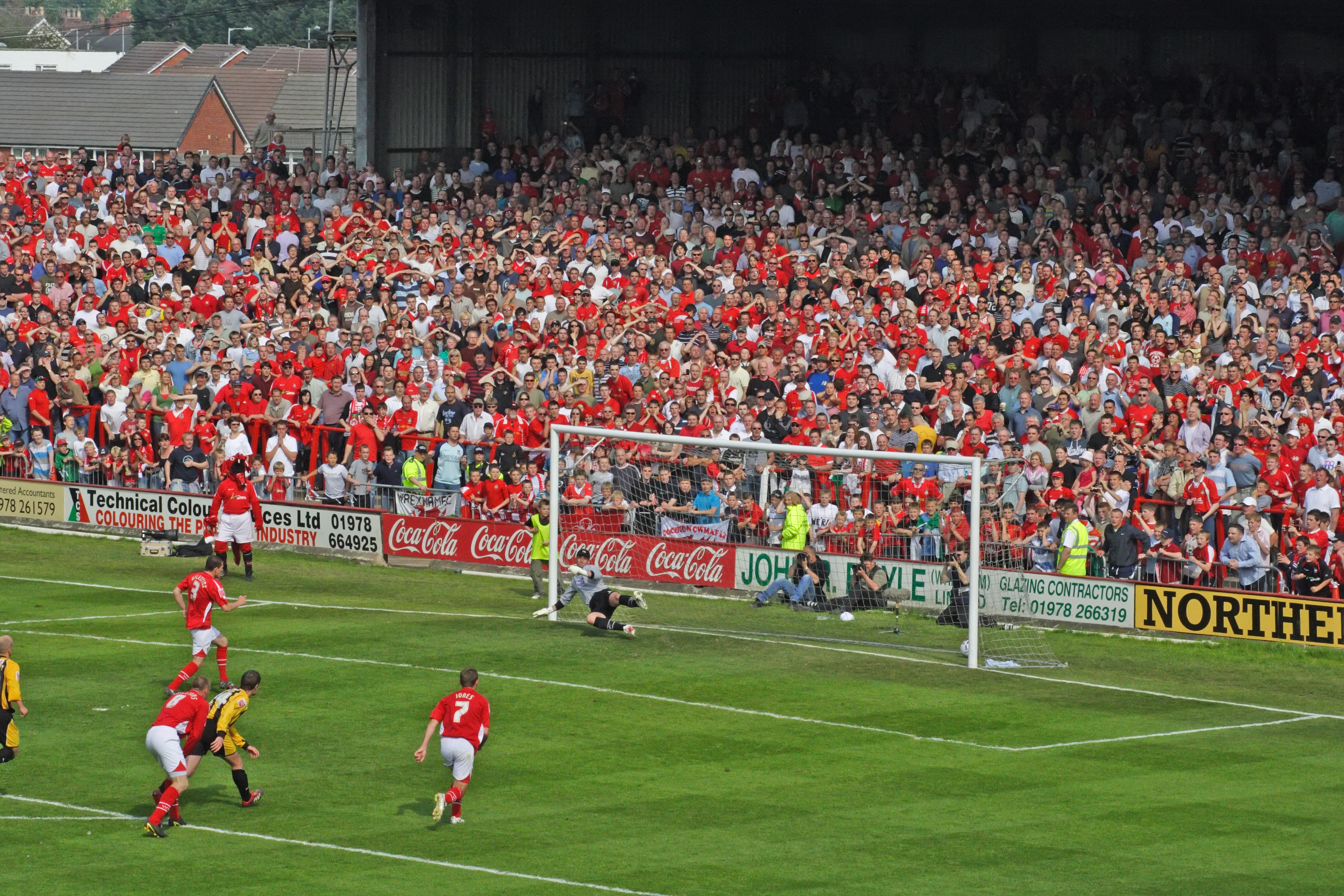
Ryan Valentine đá phạt đền ghi bàn vào lưới Boston United F.C. 5/5/2007, góp phần cho Wrexham A.F.C. trụ hạng

Phạt đền (còn gọi là đá phạt 11 mét, penalty hay gọi ngắn là pen) là một kiểu đá phạt trong bóng đá, vị trí của quả đá phạt này là 11 mét tính từ khung thành và thủ môn của đội bị phạt. Đây là cú đá chỉ có sự tham gia của 1 cầu thủ đội tấn công (người sút phạt đền) và thủ môn đội phòng ngự. Trên thực tế, thường các quả đá phạt được biến thành bàn thắng ngay cả khi thủ môn có đẳng cấp quốc tế. Điều này có nghĩa rằng phạt đền mang tính chất quyết định, đặc biệt trong các trận đấu có tỉ số thấp. Đá trượt phạt đền thường ảnh hưởng nặng tới tâm lý cầu thủ vì đã bỏ lỡ 1 cơ hội dễ dàng để ghi bàn.

## Tình huống
Trọng tài sẽ thổi phạt đền khi cầu thủ của đội phòng ngự phạm lỗi với cầu thủ của đội tấn công hoặc để bóng chạm tay trong vòng cấm. Cần lưu ý vị trí này là vị trí lỗi xảy ra chứ không phải vị trí quả bóng dừng lại.
Tình huống phạt đền cũng có thể xảy ra trong 2 tình huống đặc biệt khác: lỗi được thực hiện ngoài vòng cấm nhưng trọng tài nhận định sai lầm, hoặc trong vòng cấm nhưng cầu thủ tấn công đánh lừa được trọng tài là có lỗi xảy ra trong khi sự thật lại không có. Mặc dù đó không phải là tinh thần hay nguyên tắc của bóng đá nhưng quyết định của trọng tài đưa ra đã theo luật bóng đá và kết quả sẽ không thể bị thay đổi về sau. Nhiều cầu thủ lợi dụng điều này đã cố gắng tìm đủ mọi cách đánh lừa người cầm còi và vì vậy gây ra nhiều tranh cãi trong trận đấu.
Trọng tài sẽ ra hiệu đá phạt đền bằng cách thổi còi và chỉ tay vào dấu chấm phạt đền và đặt bóng vào chấm phạt đền.

## Cách thực hiện

### Bình thường

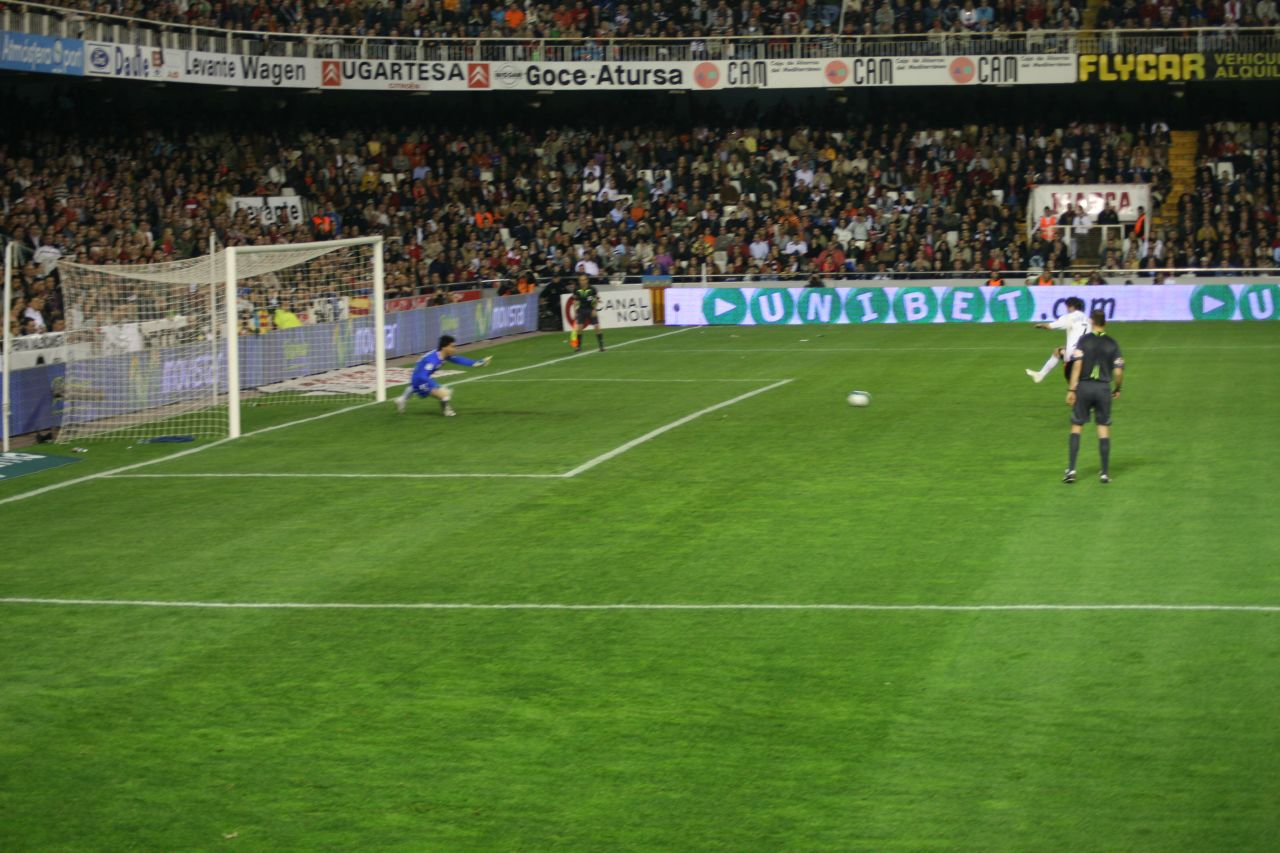
David Villa thực hiện quả phạt đền.

Quả phạt đền phải được thực hiện từ dấu chấm phạt đền cách khung thành 11m. Cầu thủ thực hiện có thể là mọi cầu thủ trong đội bóng được hưởng quả phạt chứ không chỉ riêng cầu thủ bị phạm lỗi và phải được trọng tài xác nhận.
Tất cả các cầu thủ ngoại trừ thủ môn của đội phòng ngự và cầu thủ đá phạt, phải đứng ngoài vòng cấm địa, sau dấu chấm phạt đền và cách dấu chấm phạt đền tối thiểu 9m15 cho tới khi trái bóng được đá. Thủ môn phải giữ vị trí giữa 2 cọc khung thành trên vạch vôi và quay mặt vào trái bóng cho tới khi trái bóng được đá và chỉ có thể di chuyển theo chiều ngang. Nếu thủ môn di chuyển về phía trước trước khi bóng được đá, cú đá sẽ được thực hiện lại nếu bàn thắng chưa được ghi.
Một quả phạt đền sẽ được thực hiện sau tiếng còi của trọng tài và được tính thành bàn thắng khi quả bóng lăn qua vạch vôi trước khung thành.
Bóng nhập cuộc khi được đá và di chuyển, tại thời điểm này, các cầu thủ khác có thể nhập vòng cấm và tiếp tục chơi như bình thường. Hầu hết trường hợp bàn thắng đã được ghi, bóng đã đi hết đường biên ngang hoặc thủ môn đã khống chế được bóng. Đôi khi, bóng được thủ môn đẩy ra hoặc bật xà ngang, cột dọc; nếu điều này xảy ra, bàn thắng tiếp theo nếu có sẽ không được tính là đá phạt đền, mặc dù có thể được ghi từ quả bóng bị bật ra.
Đá phạt đền là một hình thức đá phạt tự do trực tiếp, nghĩa là bàn thắng có thể được ghi trực tiếp từ cú đá phạt. Nếu bàn thắng không được ghi, trận đấu sẽ tiếp tục như bình thường. Cũng như các cú đá tự do khác, người đá phạt không được chạm bóng lần thứ 2 nếu bóng chưa chạm 1 cầu thủ khác khi bóng nảy ra từ cọc hoặc xà. Nếu bóng trúng thủ môn bật ra hoặc bị thủ môn cản phá, cầu thủ đá phạt đền được phép đá bồi. Tuy nhiên, đá phạt đền khác đá tự do (đá phạt) ở chỗ nếu có các nhân tố bên ngoài tác động, cú đá sẽ được thực hiện lại thay vì như bình thường là trọng tài tung bóng.

### Đá phối hợp
Hai cầu thủ có thể phối hợp để thực hiện đá phạt đền, theo đó cầu thủ thứ nhất thay vì đá thẳng vào khung thành chỉ đẩy nhẹ bóng về phía trước và cầu thủ thứ 2 có thể chạy vào đá tiếp để ghi bàn. Giống các cầu thủ khác, cầu thủ thứ 2 cũng phải cách khung thành 9,15m. Chiến thuật này phụ thuộc vào yếu tố ngạc nhiên để cầu thủ thứ 2 có thể đá được bóng trước các cầu thủ của đội phòng ngự. Đá penalty phối hợp được ghi nhận lần đầu tiên được thực hiện bởi Jimmy McIlroy và Danny Blanchflower của đội tuyển Bắc Ireland  trong trận đấu với Bồ Đào Nha vào ngày 1 tháng Năm năm 1957. Một lần khác thực hiện bởi Rik Coppens và André Piters trong trận đấu thuộc  vòng loại World Cup giữa Bỉ và Iceland ngày 5 tháng Sáu năm 1957. Một lần thử khác thực hiện bởi Mike Trebilcock và John Newman, chơi cho đội Plymouth Argyle năm 1964.[2] Sau nữa, Johan Cruyff thực hiện một pha bóng tương tự với người đồng đội  Jesper Olsen của câu lạc bộ Ajax năm 1982.
Một ví dụ khác của đá phạt đền phối hợp là trận đấu giữa  Barcelona và Celta Vigo ngày 14 tháng 2 năm 2016. Trong trận đấu đó,  Barcelona được hưởng một quả phạt đền. Tuy nhiên,  thay vì đá thẳng thì Lionel Messi đã có cú đẩy nhẹ  bóng về phía trên để Luis Suarez băng vào đệm bóng cận thành ghi bàn nâng tỷ số lên 4-1 cho Barcelona ở phút thứ 81.

## Các vi phạm và xử phạt
Vi phạm luật đá phạt đền được xử lý sử dụng các khái niệm lợi thế.
Nói chung:
- Lỗi của đội phòng ngự, trước khi quả đá được thực hiện, nếu bàn thắng được ghi, bàn thắng được công nhận, nếu không, đá lại.
- Lỗi của đội thực hiện đá phạt đền, nếu bàn thắng được ghi, đá lại, nếu không đội tấn công sẽ bị phạt gián tiếp tại địa điểm phạm lỗi.
- Cả hai cùng có lỗi, đá lại.
- Nếu cầu thủ thực hiện đá phạt đền chạm bóng lần hai khi chưa có cầu thủ nào khác chạm bóng (kể cả khi bóng nảy ra từ cọc/xà và không chạm thủ môn) sẽ bị phạt gián tiếp tại địa điểm có lỗi (Theo luật số 8 trong Luật Bóng đá)

Trọng tài có thể phạt thẻ vàng đối với các cầu thủ vi phạm luật đá phạt đền như cố tình xâm nhập vòng cấm nhiều lần. Tuy vậy, trên thực tế, hầu hết các vi phạm đá phạt đền không bị phạt thẻ.
Lưu ý rằng tất cả các lỗi trước khi đá phạt đều được xử lý theo cách trên. Ví dụ, nếu đội phòng ngự cản trở di chuyển của đối phương (kể cả về phía khung thành hoặc ra xa khung thành) trước khi quả đá được thực hiện, nếu bàn thắng không được ghi, trọng tài có thể cho phép đá lại. Các lỗi khác do bất kỳ đội nào vi phạm sẽ được xử lý theo bốn điểm như trên.

## Chiến thuật cản phá phạt đền

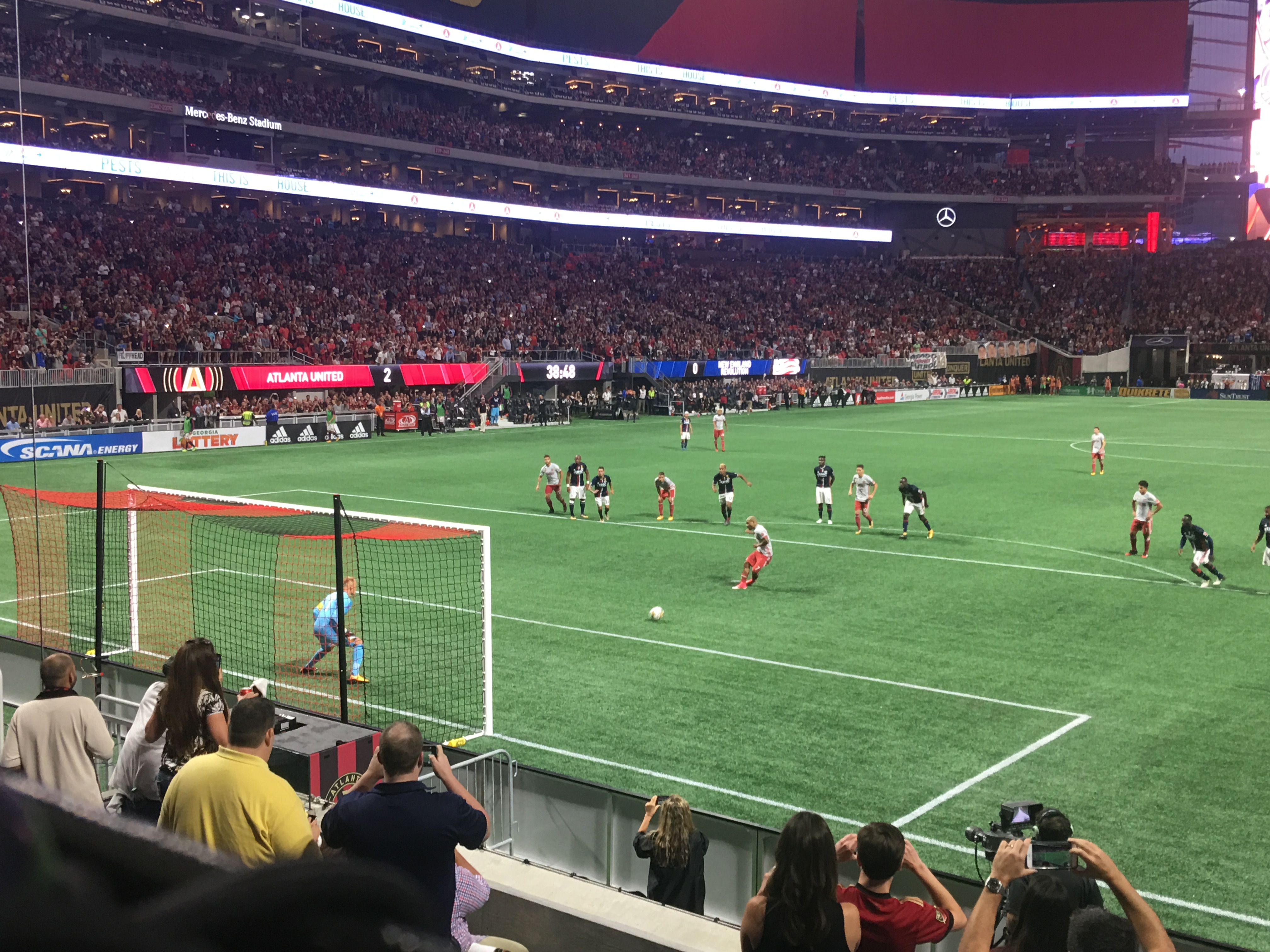
Cầu thủ Josef Martínez của Atlanta United FC thực hiện quả đá phạt đền trước đội New England Revolution

Cản phá phạt đền là một trong những nhiệm vụ khó khăn nhất của thủ môn. Do khoảng cách giữa điểm đá phạt và khung thành là rất gần cũng như thủ môn không có nhiều thời gian để phản xạ. Vì vậy, một số thủ môn thường đoán hướng và bắt đầu đổ người trước khi quả bóng được sút. Một số khác cố gắng đọc ý nghĩ từ cách di chuyển của cầu thủ đá phạt. Mặt khác, cầu thủ đá phạt cũng thường làm động tác giả và di chuyển từ từ để đánh lạc hướng thủ môn. Một cách tiếp cận có tỉ lệ thành công cao là đá cao giữa khung thành vào khoảng trống mà thủ môn sẽ để lại sau khi đã bay người, cách này cũng có rủi ro cao khi quả bóng dễ bay vọt hoặc dội xà ngang.
Khi cầu thủ đá chạy đà, thủ môn chỉ có một vài giây để đọc di chuyển và phán đoán hướng bóng. Nếu phán đoán tốt, có thể sẽ cản phá được quả đá. Thủ môn Helmuth Duckadam của đội Steaua Bucharest đã lập kỷ lục cản phá 4 quả phạt đền liên tiếp trong trận chung kết Cúp châu Âu năm 1986 với FC Barcelona. Ông bay người 3 lần về bên phải và lần thứ 4 về bên trái và đẩy tất cả các quả sút phạt mang lại chiến thắng cho đội mình.
Thủ môn cũng có thể dựa vào kiến thức về thói quen sút phạt của cầu thủ để quyết định. Một ví dụ là cựu thủ môn ĐTQG Hà Lan Hans van Breukelen luôn có 1 hộp chứa các thẻ có tất cả thông tin về những chuyên gia sút phạt của đối phương. Một ví dụ khác là thủ môn đội tuyển quốc gia Bồ Đào Nha Ricardo trong trận đấu với ĐT Anh tại World Cup 2006 đã cứu 4 quả phạt đền và suýt cản phá được quả thứ 5. Trận đấu giữa đội tuyển quốc gia Argentina và đội tuyển quốc gia Đức cũng được kết thúc bằng phạt đền và người ta thấy Jens Lehmann xem mẩu giấy giấu ở trong tất trước khi mỗi cầu thủ Argentina lên đá. Người ta cho rằng thói quen sút phạt của cầu thủ được ghi trong tờ giấy. Cách tiếp cận này không phải lúc nào cũng thành công. Hầu hết trường hợp, đặc biệt trong các giải không chuyên, thủ môn buộc phải đoán mò. Đá phạt đền thường là đấu trí hơn là đấu kỹ năng.
Thủ môn cũng có thể cố gắng làm cầu thủ đá phạt xao nhãng, do kỳ vọng thường là quả đá thành công, cầu thủ đá phạt sẽ bị thêm áp lực và từ đó có thể mắc lỗi. Ví dụ trong trận chung kết Champions League năm 2008 giữa Manchester United và Chelsea, Edwin van der Sar chỉ sang bên trái khi Nicolas Anelka tiến lên để đá phạt. Trước đó, tất cả các quả đá của Chelsea đều về bên trái. Anelka đá vào bên phải và bị cản phá. Thủ môn Bruce Grobbelaar của Liverpool sử dụng phương pháp tạo sao nhãng gọi là "chân mì sợi" (spaghetti legs) và đã đưa câu lạc bộ của mình vượt qua AS Roma để đoạt cúp châu âu năm 1984. Phương pháp này sau đó lại được thủ môn Jerzy Dudek sử dụng trên loạt luân lưu để giúp Liverpool đánh bại AC Milan trong trận chung kết UEFA Champions League 2005.
Một phương pháp trái luật để cản phá penalty là thủ môn nhảy ngắn và nhanh về phía trước ngay trước khi cầu thủ chạm bóng. Điều này không những thu hẹp góc sút mà còn làm sao nhãng cầu thủ đá phạt. Phương pháp này được thủ môn Taffarel của Brasil áp dụng. Thời đó, FIFA chưa nghiêm khắc về áp dụng luật này. Gần đây, FIFA đã chỉ thị các trọng tài áp dụng nghiêm chỉnh luật.
Tương tự như vậy, một thủ môn cũng có thể tìm cách trì hoãn quả phạt đền bằng cách làm sạch giày của mình, đề nghị trọng tài kiểm tra xem quả bóng đã được đặt đúng vị trí chưa và các thủ thuật trì hoãn khác. phương pháp này có thể tạo nhiều áp lực hơn cho cầu thủ đá phạt, nhưng thủ môn cũng có nguy cơ nhận thẻ phạt, thường là một thẻ vàng.
Ngay cả khi thủ môn cố gắng chặn được cú sút, bóng thường sẽ bật ngược trở lại ra những vị trí mà cầu thủ đá phạt hoặc đồng đội của anh ta có thể thực hiện 1 cú sút bồi. Việc cản phá thành công lần thứ hai dường như là không thể khi mà cầu thủ tấn công đã ở gần khung thành hơn còn thủ môn lại ở vị trí khó có thể cản phá bóng lần nữa.Tuy vậy, trong loạt sút luân lưu, điều này không đáng lo ngại do mỗi quả phạt chỉ được phép thực hiện 1 lần.
Một giáo sư người Đức đã nghiên cứ thống kê những quả phạt đền tại giải Bundesliga trong 16 năm và khám phá ra rằng trong 16 năm có tất cả 76% quả phạt đền thành công, và 99% những cú sút vào nửa phía trên khung thành thành bàn, mặc dù những cú sút như vậy thường đem đến nhiều rủi ro. Trong suốt sự nghiệp của mình, Roberto Baggio đã có hai lần sút bóng trúng xà ngang, bóng bật xuống, nảy qua thủ môn và vượt qua vạch vôi thành bàn.

## Chiến thuật sút phạt đền
Thông thường, nhiệm vụ sút phạt đền thường được giao cho đội trưởng đội bóng đó hoặc chuyên gia đá phạt hay có thể là trung phong của họ. Những đội trưởng có khả năng đá penalty tốt như Steven Gerrard (Liverpool), Roy Kean (Man United), ... Họ là đội trưởng nên họ có nhiều kinh nghiệm đá bóng, nên thông thường họ luôn tung ra những cú sút mạnh và có thể đánh lừa thủ môn bởi những bước chạy đà. Ví dụ, họ chạy đà kiểu sang trái để sút theo kiểu sang phải khung thành nhưng thực chất họ lại sút sang góc trái khung thành. Chuyên gia đá phạt như Bruno Fernades hay Jorginho, họ thường đá chân sáo để đánh lừa thủ môn. Những cú sút đó thường khá nhẹ và sệt. Điều này cũng có thể giúp cho những thủ môn bắt dễ dàng. Hay đá Panenka, một kiểu sút kĩ thuật, cầu thủ đó chạy đà rất nhanh, nhưng cú sút lại như kiểu hất lên và rồi bay vào lưới. Cú sút này nhẹ thôi nhưng thủ môn bị đánh lừa khi đổ người sang một trong hai bên bởi kiểu chạy đà rất nhanh. Nhưng những thủ môn có kinh nghiệm cũng khó bị đánh lừa khi họ biết kiểu chạy đà này. Và một cách sút nữa như siêu tiền đạo nổi tiếng và đẳng cấp Robert Lewandowski (Đội tuyển bóng đá quốc gia Ba Lan và Bayern Muchen) là đánh lừa bởi anh mắt. Ví dụ: Robert Lewandowski nhìn sang trái, rồi sút sang phải. Hoặc nhìn sang trái, chạy chậm lại một chút khi gần bóng rồi sút sang trái. Và phổ biến nhất là Ronaldo và Messi hay tung ra những cú sút dứt khoát. Ronaldo thì đứng dang chân ra, rồi chạy đà rất nhanh (Chỉ cần 3 bước chạy) rồi dứt điểm vô cùng căng và đi vào những góc chết khung thành, hoặc sút bổng lên góc cao khung thành. Messi cũng vậy, anh hay sút chân trái rồi bay vào những góc chết, sệt.

## Nhận xét
Bình thường, phạt đền là một trong những cách hữu hiệu nhất để một cầu thủ ghi bàn thắng cho đội bóng của mình. Thế nhưng đôi khi, nó lại trở nên cực kì khó khăn vì việc đá có thành công hay không còn tùy thuộc vào thời tiết, mặt sân (tốt hay xấu), tâm lý cầu thủ có ổn định không khi phải chịu sức ép từ phía khán giả và cả thủ môn đội bị phạt có xuất sắc hay không. Ví dụ trong trận chung kết UEFA Champions League 2008 phải giải quyết trên chấm phạt đền giữa Chelsea và Manchester United, Chelsea đã thua khi đội trưởng John Terry đá bóng ra ngoài bởi mặt sân trơn và đầy nước mưa.

## Loạt sút luân lưu 11m
Luân lưu 11m là loạt sút phạt đền ở trong những trận đấu thuộc khuôn khổ vòng đấu loại trực tiếp của một giải đấu, cần phải xác định thắng/thua để chọn 1 đội vào vòng kế tiếp (trong các trận tranh cúp hay tranh play-off) nếu kết quả hòa sau 90 phút đá hai hiệp chính và 30 phút đá hai hiệp phụ. Nếu có sự phân định thắng/thua ở hai hiệp phụ thì trận đấu sẽ kết thúc, không phải đá luân lưu nữa. Trọng tài sẽ tung đồng tiền xu lên trên cao để xác định đội nào được đá luân lưu trước. Lần lượt, đội này đá xong quả phạt đền thì đến lượt đội kia sẽ đá tiếp. Sau khi mỗi đội thực hiện 5 lượt sút luân lưu chính thức, đội nào có nhiều quả phạt đền thành công hơn thì sẽ thắng, nếu 2 đội có số quả phạt đền thành công bằng nhau, thì tiếp tục loạt sút luân lưu, đến khi trong một lượt sút có một đội thực hiện thành công còn đội kia đá hỏng thì loạt luân lưu sẽ kết thúc. Loạt luân lưu kết thúc trước khi hai đội đá đủ 5 lượt sút khi một đội đã dẫn trước đội kia mà đối phương không thể cân bằng được tỉ số.